# ヘスター・ショウ
ヘスター・ショウ（ヘスター・ナッツワーシー）は、『移動都市シリーズ』、同作品の主人公。顔に傷跡のある少女。ヴァレンタインを付け狙う。